# ولسوالی بگرامی
ولسوالی بگرامی در قسمت مرکزی ولایت کابل قرار دارد. مرکز ولسوالی شهر بگرامی است که تقریباً ۱۵ کیلومتر از شهر کابل دور است.
نظر به شواهد که وجود دارد تمدن بودایی نیز در این مناطق وجود داشته که اثرات آن تا سال‌های اخیر باقی مانده بود ولی از اثر جنگ‌های داخلی تخریب و به یغما برده شدند.

## روستاها
که قریه‌های همچون بتخاک، حسین خیل، کمری، نوبرجه، جرنیل سیف الدین خان، مموزائی، سهاک، ده یعقوب، شینه، شیوکی و … شامل ولسوالی بگرامی می‌شود که با قدامت‌ترین و پیشرفته‌ترین این قریه‌ها قریه بتخاک، قریه کمری، جرنیل سیف الدین خان و شیوکی می‌باشد.

## اقوام
در این ولسوالی اقوام گوناگونی زندگی می‌کنند اما بیشتر باشندگان این ولسوالی تاجیکان و پشتون‌ها می‌باشند.

## محله‌ها و بناهای تاریخی
محله‌های تاریخی زیادی در این ولسوالی موجود است. از جمله منار چکری، برج کافران، سرخ منار، قلعه جرنیل…
مردم این ولسوالی زراعت پیشه می‌باشند. به صورت انفرادی به مالداری هم می‌پردازند.
از جمله آثار مشهور آن منار چکری، سرخ منار، برج کافران… می‌باشد.

## اقتصاد
دریای لوگر از بین قریه‌های این ولسوالی گذشته‌است که از این منبع آبی استفاده خوبی در زراعت صورت می‌گیرد.
بر علاوه ولسوالی بگرامی دارای فارمهای کوچک مالداری، جهت رشد اقتصادی خانواده‌ها می‌باشد.
همچنان پارکهای صنعتی این ولسوالی که قبلاً نساجی بگرامی بود فعلاً شرکت‌های تولیدی بزرگ و کوچک در آن فعالیت دارند.